# Nances
Nances é uma comuna francesa na região administrativa de Auvérnia-Ródano-Alpes, no departamento de Saboia. Estende-se por uma área de 9,9 km². Em 2010 a comuna tinha 513 habitantes (densidade: 51,8 hab./km²).